# Vanessa Álava
María Vanessa Álava Moreira es una política ecuatoriana que fue elegida a la Asamblea Nacional de Ecuador por el Movimiento Centro Democrático.

## Biografía
María Vanessa Álava Moreira nació en 1982 y se crio en el cantón El Carmen. Estudió en la Universidad Técnica de Manabí y obtuvo una Maestría en Administración de Empresas en la Universidad Agraria del Ecuador.
Trabajó como empleada bancaria en 2010 y 2013 en el Banco Nacional de Fomento.
Fue electa Asambleísta Nacional para representar a la provincia de Manabí en 2021. Fue uno de los miembros de la Asamblea que formó parte de la "Comisión Permanente de Biodiversidad y Recursos Naturales".
En noviembre de 2021, fue una de los ochenta y un miembros de la Asamblea que no votaron por el Proyecto de Reforma Económica que habría traído cambios al sistema tributario.
En abril de 2022 propuso una ley relativa a las finanzas personales. El cambio requeriría la divulgación completa de la información y permitiría la refinanciación.
En junio de 2022 estuvo entre los miembros que solicitaron un debate sobre la sustitución del presidente de la República Guillermo Lasso. Otros cuarenta y seis miembros firmaron la solicitud, incluidas Sofía Espín, Jhajaira Urresta, Patricia Mendoza, Victoria Desintonio, Viviana Veloz y Rosa Mayorga. 